# Kunjo
Kunjo – gaun wikas samiti w zachodniej części Nepalu w strefie Dhawalagiri w dystrykcie Mustang. Według nepalskiego spisu powszechnego z 2001 roku liczył on 152 gospodarstw domowych i 725 mieszkańców (319 kobiet i 406 mężczyzn).